# Răhău, Alba
Răhău (în dialectul săsesc Rechen, Recha, în germană Reichenau, Reichau, în maghiară Rehó) este un sat ce aparține municipiului Sebeș din județul Alba, Transilvania, România.

## Cercetări arheologice
1. În punctul „Budurăul Ciobănelului“, situat în partea de sud-est a comunei, pe partea dreaptă a Văii Sfintei, a fost cercetată, în anul 1960, o villa rustica. Au fost identificate părți din două corpuri de clădire, din una dezvelindu-se integral două încăperi și fragmente din zidurile despărțitoare de la alte trei, iar din cel de al doilea corp de construcție, aflat la 20 m de primul, s-au cercetat două camere mai mari și alte două mai mici. Cele două camere din primul corp de clădire aveau pavimentul din cărămizi și instalație de hypocaust.
Materialul arheologic descoperit constă în principal din ceramică comună și terra sigillata, o cheie, un ac de os și alte materiale.
Sub nivelul de construcție al vilei s-au descoperit fragmente ceramice dacice.
2. Cu prilejul acelorași cercetări din anul 1960, s-a efectuat un sondaj și în punctul „Arsuri“. Au fost descoperite substrucții de clădiri și ceramică romană, interpretate ca posibil amplasament la unei alte villa rustica.
3. La 1 km nord de sat, în punctul „Crucea Dodicăi“ se semnalează morminte și obiecte romane. De aici provin două stele funerare: una, a unui veteran din legiunea XI Claudia, pusă de soția și copiii săi, iar a doua este monumentul ridicat soției sale. Descoperirile indică un cimitir de familie pe lângă o villa rustica, al cărei prim proprietar a fost veteranul Titus Flavius Rufus. Inscripțiile au fost studiate de marele istoric român Nicolae Iorga.
4. În punctul „Valea Caselor“ s-au descoperit piese ornamentale din bronz (?) și o fibulă romană.
5. La 5 km de sat, pe un câmp cu ruine numit „Biserica Albă“, s-au observat resturi de ziduri, elemente sculpturale și ceramică romană.
6. Din locuri neprecizate de pe teritoriul satului mai provin: două monede grecești de bronz din perioada Traian și, respectiv, Antoninus Pius, două tuburi din lut de la un apeduct, fragmente de terra sigillata și un fragment dintr-o inscripție funerară.
Întreg ansamblul descoperirilor de la Răhău indică existența unei importante așezări rurale și a unor villae rusticae, pe traseul drumului imperial spre Apulum, ale cărui urme au fost și ele surprinse.

## Obiectiv memorial
Monumentul Eroilor Români din Primul Război Mondial. Monumentul este amplasat în centrul localității și a fost ridicat în memoria eroilor români căzuți în Primul război Mondial. Înălțat pe un postament din beton și având o înălțime de 3,5 m, monumentul este alcătuit dintr-o bază de calcar, pe care se ridică un bloc paralelipipedic din același material. Blocul este decorat în partea superioară cu o friză cu arcuri. În vârful monumentului este o cruce mare, flancată de alte două mai mici. Pe fațada monumentului, în partea de sus, sunt înscrise numele a 19 eroi, iar mai jos se află un înscris comemorativ: „Ridicat în anul 1936 întru memoria eroilor morți în războiul mondial din 1914-1919“. Pe fața opusă și pe laterale sunt înscrise numele a 40 eroi români.

## Imagini

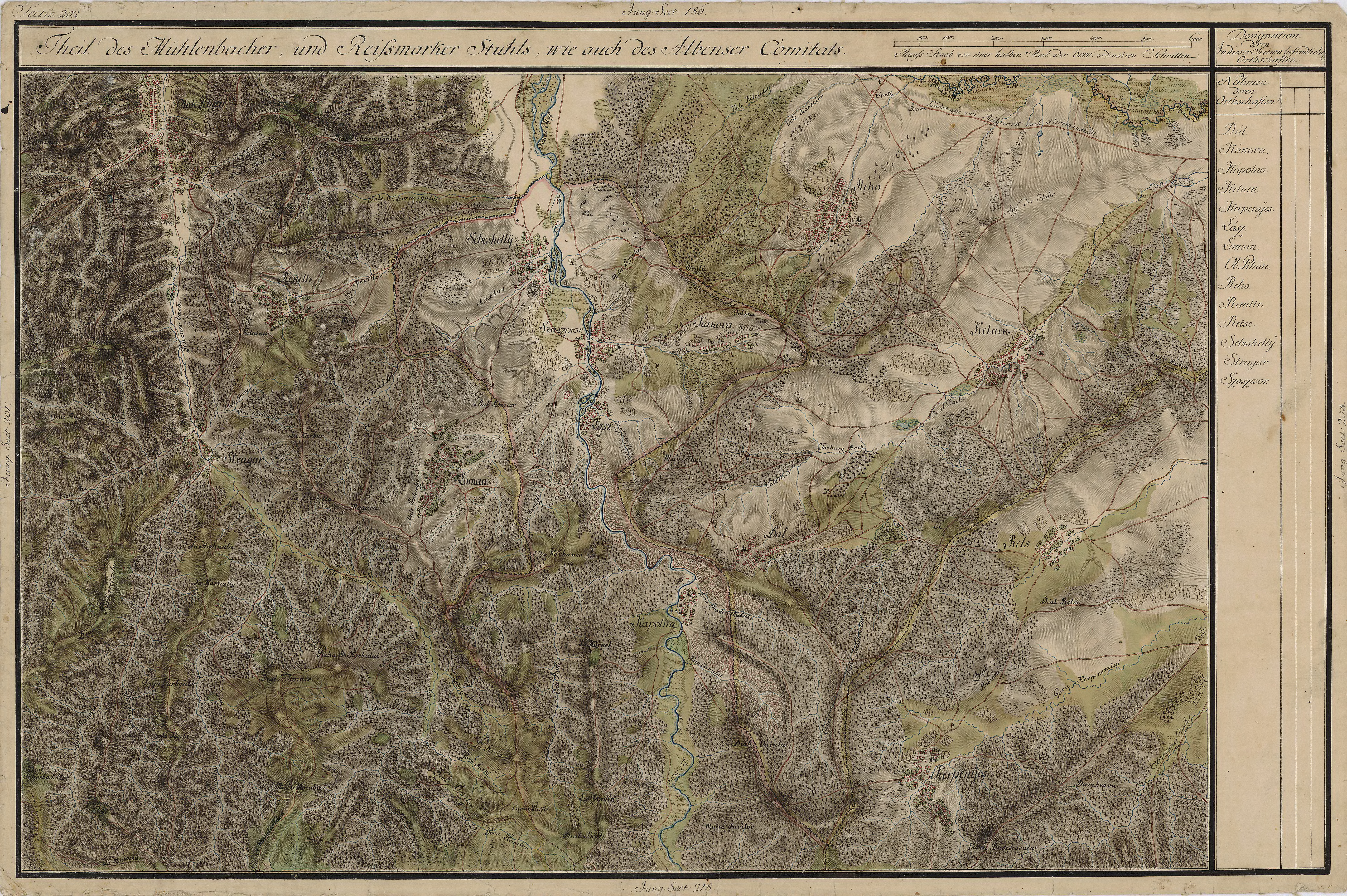
Răhău în Harta Iosefină a Transilvaniei, 1769-1773

## Demografie
1850 - populația satului se ridica la 1823 persoane dintre care 1805 români și 18 romi , toți de credință ortodoxă.
1890-populația satului se ridica la 1890 de persoane dintre care 1887 erau români,o persoană era maghiară și celelalte 2 persoane erau nemți,toți de credință ortodoxă
Conform recesământului efectual în 2002, populația localității Răhău se ridică la 923 locuitori. Majoritatea locuitorilor sunt români (914), cu o minoritate de romi (6) și maghiari (3). Din punct de vedere confesional majoritatea locuitorilor sunt ortodocși (889), cu o minoritate de penticostali (31). Pentru restul de populație nu este cunoscută apartenența confesională

## Personalități
Arhip Floca (n. 6 martie 1910, satul Răhău, județul Alba - d. 2 februarie 1987, București) a fost un general român, care a îndeplinit funcția de adjunct al ministrului apărării naționale (1957-1966).
Ioan Constandă, născut la Răhău în 1824, primul grafician român din Transilvania.
Vasile Secașiu, născut la Răhău în 1934, a fost declarat "Om de știință al anului 1993" în SUA.
Ioachim Oana, născut în Răhău în 1939. Din 1974 a condus serviciul de fizioterapie al Policlinicii din Deva, iar după 1990 a fost director al Spitalului Județean Hunedoara. În calitate de medic al naționalei de gimnastică, Ioachim Oana a participat la Olimpiada Sidney 2000.
Silviu Cărpinișian (1897 - 1982) născut în Răhău, a funcționat ca profesor în școlile Sebeșului timp de o jumătate de secol (1920 - 1970), cu o întrerupere de 2 ani (1952 - 1954) când a suferit rigorile închisorilor comuniste. 
- Nicolae Munthiu (1880 - 1937), deputat în Marea Adunare Națională de la Alba Iulia 1918

## Sport
Echipa locală de fotbal: Viitorul Răhău.

## Atracții turistice
- Biserica ortodoxă cu hramul ''Sfântu' Gheorghe''
- Piatra funerară a unui veteran din legiunea XI Claudia care se găsește în fața bisericii ortodoxe.
- Monumentul Eroilor Români din Primul Război Mondial.

## Economie
Fabrici producătoare de genți de mână din piele.
Prelucrarea lemnului.